# Josef Mauder
Josef Mauder (* 19. März 1884 in München; † 24. Juli 1969 in Pullach i. Isartal), auch „Sepp“ gerufen, war ein in München tätiger Illustrator, Kunstmaler, Schriftsteller, Dichter und Fußballspieler.

## Leben und Wirken
Josef Mauder war ein Sohn von Bruno Mauder, Oberpfleger der bayerischen Könige Ludwig II. und Otto. Sein Bruder war der spätere Kunstgewerbler und Glaskünstler Bruno Mauder.
Geboren im Münchener Stadtteil Sendling begann Mauder gemeinsam mit seinem Bruder Bruno eine Ausbildung zum Glasmaler. Anschließend besuchte er die Königliche Kunstgewerbeschule München bei Maximilian Dasio.
Seinen ersten Erfolg als Illustrator hatte er 20-jährig mit dem Jugendstil-Kinderbuch Schöne alte Kinderreime. Für Mütter und Kinder, das 1904 veröffentlicht wurde.
Er entdeckte für sich als Erster im deutschsprachigen Raum das Genre der „Sportkarikatur“ und machte es zu seinem Haupterwerbsfeld. Er zeichnete jahrzehntelang für die Sportzeitschriften „Fußball“ und „Sport Magazin“ und war darüber hinaus Karikaturist der „Fliegenden Blätter“, der „Münchner“ und der „Stuttgarter Illustrierten“. Später zeichnete er auch für die Münchner illustrierte Wochenschrift für Kunst und Leben „Jugend“. Für die Ausstellung „München 1908“ entwarf er mehrere Lebkuchenentwürfe und für die Firma Hengstenberg schuf er zahlreiche Reklamemarken.
Er übernahm nach dem Rückzug von Lothar Meggendorfer, Gründer der nach ihm benannten Meggendorfer-Blätter, für die er von 1905 bis 1928 zeichnete, die Schriftleitung. Ursprünglich unterschrieb er mit „Jos.M.“ wobei die Buchstaben „J“ und „s“ miteinander verschmolzen, später firmierte er unter dem Kürzel „i.m.“.
Als sich der FC Bayern München im Jahre 1906 als Fußball-Abteilung dem Münchner Sport Club anschloss und als einzige Bedingung die schwarzen gegen deren auffällig weinroten Hosen eintauschen mussten, schuf Mauder das kleine, schmucke Gemälde „Die Rothosen“, welches in der Erlebniswelt, dem vereinsinternen Museum, seinen festen Platz hat.
Ab 1926 lebte Josef Mauder in Pullach.

## Engagement im Fußballsport
Als er im Jahre 1903 erstmals den FC Bayern München mit seinem seinerzeitigen niederländischen Ausnahmespieler Willem Hesselink auf dem Fußballfeld bewundern durfte, war es um ihn geschehen. „Der FC Bayern war für uns damals schon 'die Fußballmannschaft'. Von diesem Spiel ab wusste ich, wo ich hingehöre. Ich hatte mein Herz an die Bayern verloren“, sagte Mauder knapp 50 Jahre später. Er trat dem Verein noch im selben Jahr bei, trug von 1904 bis 1906 auch dessen Trikot und war zeitweise auch Kapitän der zweiten Mannschaft. Er blieb diesem Verein bis zu seinem Tod im Juli 1969 als Mitglied treu.

## Ehrungen
- Die Stadt Pullach benannte nach Mauders Tod den Sepp-Mauder-Weg nach ihm.[6]

## Werke

### Illustrierte Kinderbücher
Von 1904 bis zu seinem Tod 1969 illustrierte er zahlreiche Kinderbücher wie:
- Schöne alte Kinderreime. Für Mütter und Kinder, ausgewählt von Heinrich Wolgast, 1904
- Fabeln, 1906
- Fromm’ und fröhlich’ Jahr. Sammlung von süddeutschen Kinder- und Volksreimen, Volkssprüchen und Volksspielen in 4 selbständigen Teilen. München 1905–1909.
- Eia popeia: Lustige Bilder zu alten Versen, 1908
- Münchner Leben, ein lustiges Bilder und Malbuch, 1909
- Jugendklang. Alte deutsche Kinderlieder, 1909
- Allerhand Durcheinand, ein lustiges Buch, 1910
- Im Hasenwunderland. Ein fröhliches Kinderbuch, 1919
- Die Heulliese und andere Sachen, halb zum Weinen und halb zum Lachen, 1920
- Wie Peter und Liesel das Christkind suchten. Ein Münchener Weihnachtskalender, 1920
- Arche Noah. (von Hedwig Lohß). Gotha 1921.
- Der kleine ABC-Schütze. Ein Lern-, Lese- und Bilderbuch, 1930
- Bei den 7 Zwergen, 1948

### Illustrierte Fußballbücher
- König Fußball, 1948
- Lustige Sportviechereien, 1949